# Аймс, Элмер
Элмер Сэмюэл Аймс (англ. Elmer Samuel Imes; 12 октября 1883, Мемфис — 11 сентября 1941, Нью-Йорк) — американский физик-экспериментатор, второй в истории афроамериканец, получивший докторскую степень по физике. Известен благодаря работам по инфракрасной спектроскопии, в частности прецизионному измерению спектров двухатомных молекул, подтвердившему квантование их вращательной энергии.

## Биография
Элмер Аймс родился в Мемфисе в семье Бенджамина Аймса и Элизабет Уоллес, вместе учившихся в Оберлинском колледже. В 1880 году Бенджамин получил богословскую степень в Оберлинской теологической семинарии и позже отправился в качестве миссионера Конгрегациональной церкви на юг страны, чтобы проповедовать среди бывших рабов. У Элмера было два младших брата: Альберт стал успешным бизнесменом в Великобритании, а Уильям — известным теологом и борцом за гражданские права. Семья Аймсов была хорошо известна в образованном негритянском сообществе.

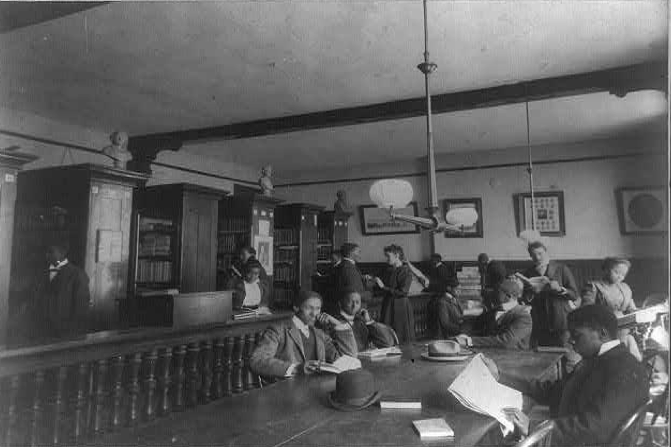
В библиотеке Университета Фиска (около 1900 года)

После окончания грамматической школы в Оберлине (Огайо) и средней школы в Нормале (Алабама) в 1899 году Элмер Аймс поступил в Университет Фиска в Нашвилле, где получил классическое образование: изучал химию, биологию, математику, физику, языки (французский, испанский, латынь и греческий), логику, английскую литературу, социологию и этику. В 1903 году он получил степень бакалавра искусств и стал учителем физики и математики Нормального института в Олбани (Джорджия) (англ. Albany Normal Institute, ныне Университет Олбани). Хотя Аймс хотел продолжать обучение, в первые годы он не мог себе этого позволить из-за отсутствия денег и необходимости заботиться о семье после смерти отца в 1908 году. В 1909 году он вернулся в Университет Фиска, на следующий год выполнил требования для получения магистерской степени и продолжил работу в университете преподавателем общей физики и математики. В 1915 году, получив магистерскую степень по социологии и желая продолжить образование в одном из университетов Севера, Аймс поступил в аспирантуру Мичиганского университета для занятий физикой. В 1918 году по результатам своих исследований в области инфракрасной спектроскопии он защитил докторскую диссертацию, выполненную под руководством Харрисона Рэндалла. Тем самым Аймс стал лишь вторым афроамериканским физиком, получившим докторскую степень; первым был Эдвард Буше, защитивший диссертацию в 1876 году.
Испытывая трудности с поиском работы, следующие четыре года после защиты Аймс провёл в Нью-Йорке, где работал самозанятым физиком-консультантом. В это время он сблизился со многими представителями афроамериканской культуры, принадлежавшими к так называемому Гарлемскому ренессансу. Одна из них — писательница Нелла Ларсен — 3 мая 1919 года стала его женой. В следующее десятилетие Аймс успел поработать на исследовательских и инженерных позициях в трёх нью-йоркских фирмах: Federal Engineers Development Corporation (1922—1924), Burrows Magnetic Equipment Corporation (1924—1927) и E.A. Evert Signal Supplies (1927—1930). Его деятельность была в основном связана с разработкой приборов и методов для более точного измерения магнитных свойств материалов; по результатам работы им были получены четыре патента.

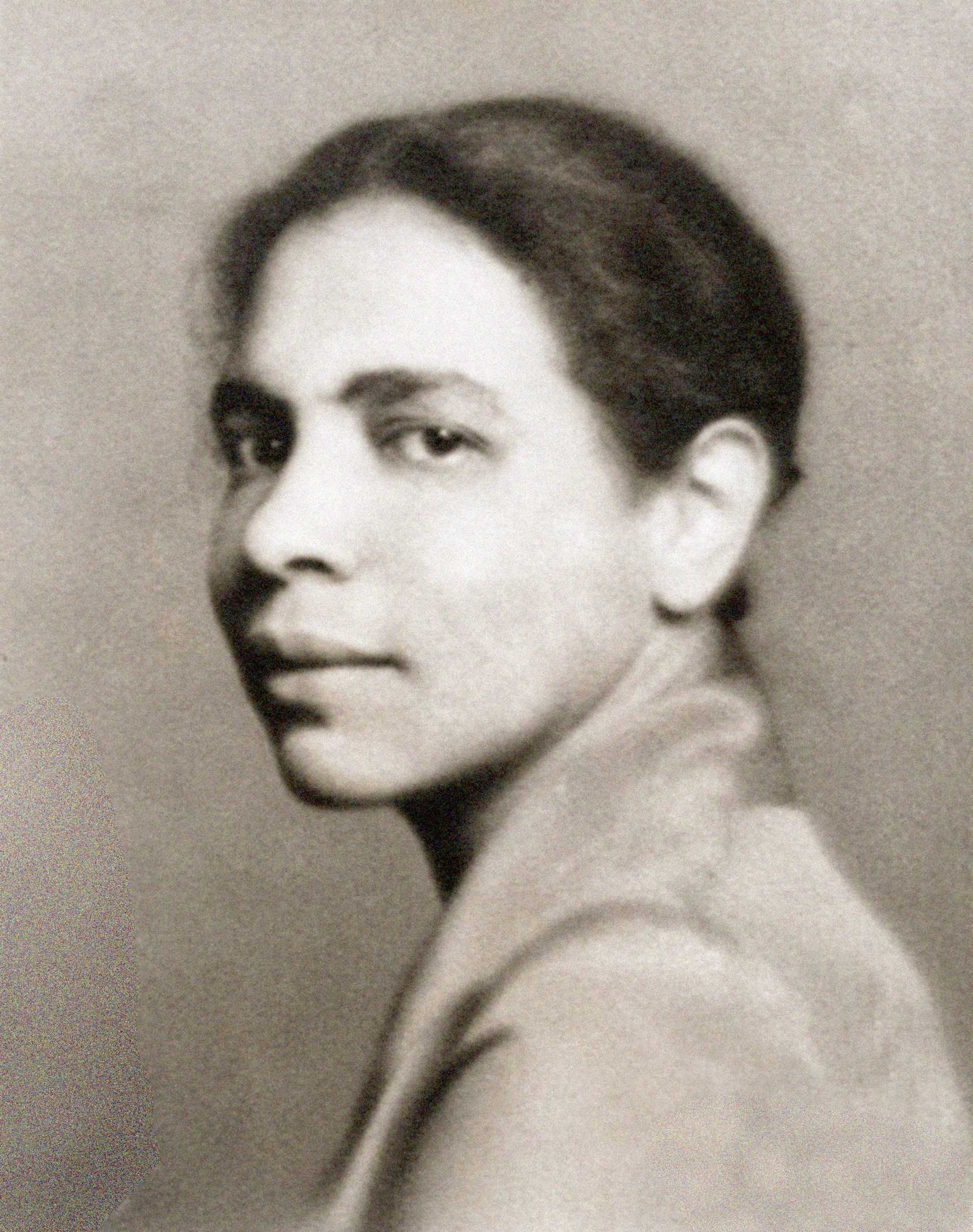
Нелла Ларсен (1928)

В 1930 году Аймсу предложили организовать программу физического образования и возглавить физический факультет в его альма-матер — Университете Фиска. Учёный, не удовлетворённый своим положением и желая вернуться к академической деятельности, ответил согласием. Жена, однако, не последовала за ним в Нашвилл; в 1933 году они официально развелись (формальным поводом было жестокое обращение, хотя сообщалось также об отношениях учёного с одной из работниц университетской администрации). В Университете Фиска Аймс разработал набор курсов, достаточных для получения степени бакалавра или магистра по физике, благодаря связям с Мичиганским и Нью-Йоркским университетами вовлекал студентов в исследования по рентгеноструктурному анализу и магнетизму, а также предложил новый курс «Культурная физика» (англ. Cultural Physics), нацеленный на формирование у студентов широкого понимания места науки и её приложений в развитии общества. Он активно участвовал в общественной жизни учебного заведения: помогал разрабатывать дизайн нового университетского здания, отвечал за имевшееся кинооборудование и был одним из организаторов ежегодного фестиваля искусств, проводившегося в университете. Аймс был членом почётного общества Сигма Кси, Американского физического общества, Американского института электротехники и общества ASTM.
Современники описывали Аймса как

привлекательного мужчину со старомодным очарованием и вежливыми манерами... формального, очень объективного и очень сдержанного, но <при этом> он любил дам; он мог пойти на концерт в часовню Фиска в смокинге и в компании белой женщины... носитель идеального отцовского образа, утончённый, искушённый в жизни и относящийся с нежностью к молодежи... Он любил спорт, литературу, искусство, бридж и женщин... Деньги для него ничего не значили.
Оригинальный текст (англ.)...an engaging man with old-world charm and courtly manners... formal, very objective and very reserved, but he loved ladies; he would go to concerts in the Fisk chapel with a tuxedo on and in the company of a white woman... a wonderful fatherly ﬁgure, sophisticated, worldly-wise and [possessed of] a tenderness for young people... He liked sports, literature, arts, bridge and women.... Money meant nothing to him.

Всегда можно было рассчитывать, что Аймс, мирно покуривающий трубку, внесёт в любую дискуссию атмосферу философской основательности и уравновешенной практичности. Более того, имея склонность к поэзии, он был широко начитан и был проницательным и страстным ценителем музыки. У него было восхитительное чувство юмора и остроумие, которые, однако, он всегда использовал с добротой и вниманием, столь характерными для его чувствительной натуры.
Оригинальный текст (англ.)Peacefully smoking his pipe, Imes could always be relied upon to bring to any discussion an atmosphere of philosophic soundness and levelheaded practicalness. Gifted, moreover, with a poetic disposition, he was widely read in literature, and a discriminating and ardent appreciator of music. He had a delightful sense of humor and a skill in repartee, which he always used, however, with the kindliness and consideration so characteristic of his sensitive nature.

Элмер Аймс скончался 11 сентября 1941 года в Мемориальной больнице Нью-Йорка от рака гортани. Его прах был рассеян вокруг розового куста около его бывшего дома в Университете Фиска.

## Научная деятельность

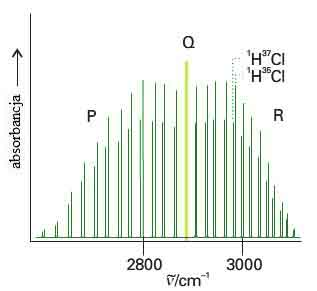
Колебательно-вращательный спектр хлороводорода

Научные исследования Аймса, выполненные в Мичиганском университете, посвящены прецизионному измерению колебательно-вращательных спектров двухатомных молекул. К 1910-м годам было экспериментально установлено, что спектры таких молекул состоят из широких полос, для объяснения которых предлагалось использовать идеи зарождающейся квантовой физики. В частности, было выдвинуто предположение о том, что энергия вращения молекул должна принимать дискретный набор значений (квантоваться), как это имеет место для молекулярных колебаний. Однако экспериментальные результаты, имевшиеся к тому времени, не позволяли однозначно подтвердить или опровергнуть это предположение: было необходимо провести более точные измерения структуры спектральных полос. Для решения этой задачи с 1916 года Аймс разработал и сконструировал несколько инфракрасных спектрометров с всё возрастающей разрешающей способностью. Наиболее точный прибор, состоявший из двух связанных спектрометров (один с призмой, другой с дифракционной решёткой), был использован для детального исследования спектров поглощения молекул галогеноводородов (HCl, HBr и HF). В частности, для молекулы хлороводорода учёный наблюдал две полосы на длинах волн 1,76 и 3,46 мкм, причём первую из них удалось разрешить на 8 пар спектральных пиков, а вторую — на 12. Результаты проведённых исследований вошли в докторскую диссертацию Аймса и были опубликованы в 1919 году в большой статье в журнале Astrophysical Journal и в 1920 году в заметке в журнале Physical Review, написанной совместно с научным руководителем Харрисоном Рэндаллом.
В 1920 году в работе Адольфа Кратцера результаты прецизионных измерений Аймса получили детальную теоретическую интерпретацию в духе квантовых концепций и были признаны однозначным свидетельством в пользу квантования вращательной энергии молекул, а также использовались для вычисления длин химических связей. Более того, в данных Амса содержалось первое указание, что пики в спектральной полосе HCl на длине волны 3,46 мкм на самом деле являются дублетами (то есть раздваиваются). Кратцер и Ф. Уилер Лумис истолковали такую структуру спектров, как следствие наличия двух изотопов хлора с массовыми числами 35 и 37.
Хотя в последующие годы Аймс не опубликовал новых работ, его авторитет среди коллег оставался высоким, а результаты его исследований в области инфракрасной спектроскопии были широко известны в научном сообществе. По словам известного спектроскописта Эрла Плайлера,

До работы Аймса существовали сомнения в универсальной применимости квантовой теории к электромагнитному излучению всех спектральных диапазонов... Работа Аймса стала поворотным моментом в научном мышлении, сделав ясным, что квантовая теория не была новшеством, полезным лишь в некоторых областях физики, а обладала широкой и общей применимостью.
Оригинальный текст (англ.)Up until the work of Imes, there was doubt about the universal applicability of the quantum theory to radiation in all parts of the electromagnetic spectrum... Imes’s work formed a turning point in the scientific thinking, making it clear that quantum theory was not just a novelty, useful in limiting fields of physics, but, of widespread and general application.

## Публикации
- Imes E.S. Measurements on the near infra-red absorption of some diatomic gases // Astrophysical Journal. — 1919. — Vol. 50, № 11. — P. 251-276. — doi:10.1086/142504.
- Randall H.M., Imes E.S. The fine-structure of the near infra-red absorption bands of the gases HCl, HB, and HF // Physical Review. — 1920. — Vol. 15, № 2. — P. 152-155. — doi:10.1103/PhysRev.15.126.